# Maurizio Martolini
Maurizio Martolini (Roma, 18 dicembre 1942 – Roma, 21 ottobre 2007) è stato un arbitro di pallacanestro e dirigente sportivo italiano, di livello internazionale, considerato uno dei principali esponenti del movimento arbitrale nazionale. Dal 2011 fa parte dell'Italia Basket Hall of Fame.
È il padre di Alessandro, che ha seguito le impronte paterne e che è attualmente arbitro di pallacanestro internazionale.

## Biografia
Dopo un giovanile amore per l'atletica leggera, ha rivolto la sua passione verso la pallacanestro, uno sport conosciuto durante gli anni della scuola superiore. Ad interessarlo, però, più che il ruolo del giocatore era quello dell'arbitro, un'attività che ha segnato tutta la sua successiva esistenza. 

### Carriera arbitrale
Diventato arbitro nazionale nel 1963, dopo sei anni di gavetta nelle serie minori, ha esordito nel massimo campionato italiano nel novembre del 1969. In diciotto anni di attività, conclusasi nel 1987, ha diretto 448 gare, tra cui 8 finali scudetto e 2 finali di Coppa Italia.
Lungo e variegato anche il suo palmarès da arbitro internazionale, ruolo ricoperto fin dal 1973: 
- Giochi Olimpici di Mosca 1980
- cinque finali di Coppe Europee (finale Coppa dei Campioni - Berlino 1980 su tutte)
- svariate manifestazioni sia in campo maschile (3 Europei assoluti maschili) che in campo femminile (2 Mondiali femminili).

### Carriera dirigenziale
Ha interrotto la carriera arbitrale, dopo ventiquattro anni, nel settembre del 1987 per rivestire diversi incarichi da dirigente della categoria: 
- Coordinatore Generale del CIA (1987-1992)
- Designatore Arbitri di Serie A (1989-1993)
- Presidente del CIA (1992-1997)

Nel 1998, allontanatosi dal CIA, è entrato a far parte dell'organigramma societario della Pallacanestro Virtus Roma, dove ha ricoperto ruoli dirigenziali fino al 2001.
Nel 2002 il settore arbitrale lo ha richiamato fra i suoi ranghi, nominandolo VicePresidente del CIA sino al 2004.
A livello internazionale ha ricoperto diversi ruoli: 
- Commissario internazionale FIBA dal 1987 al 2002
- Membro della Commissione Tecnica Internazionale della FIBA dal 2002 al 2003
- Commissario internazionale per l'ULEB dal 2003 al 2005

## Premi
La sua carriera arbitrale è stata incorniciata anche dai numerosi premi e riconoscimenti conseguiti: Stella d'Oro CONI al Merito Sportivo nel 2006, Premio Martiradonna (1980, 1986), Premio ANAIB (1980, 1984, 1985) e Premio Reverberi (1986/1987).
È entrato a far parte della Italia Basket Hall of Fame italiana nel 2010, con un riconoscimento avvenuto in maniera postuma, in quanto scomparso a Roma nel 2007, stroncato da un male incurabile.